# نوسان‌نگار
| |  |  |
| |  |  |
| شکل بالا سمت چپ: سیم پیچ متحرک نوسان‌نگار دادل آینه دار در حمام روغن، شکل وسطی بالا:دریچهٔ چرخان و آینهٔ متحرک نصب شده که با نوسان‌نگار دادل برای نشانه گذاری زمان در کنار شکل موج استفاده می‌شود. شکل بالا سمت راست: دوربین فیلم برداری برای ثبت شکل موج. شکل پایین:فیلم برداری از جرقه در کلید، شکلی از جریان یک مدار با ولتاژ بالا زمانی که مدار قطع می‌شود. |  |  |

نوسان‌نگار ابزاری برای اندازه‌گیری تناوب یا تغییر جریان الکتریکی در متغییرهای جریان و ولتاژ می‌باشد. دو ابزار که مورد استفاده قرار وجود دارد:
اسیلوسکوپ اشعه کاتدی
نوسان‌نگار مغناطیسی
از نوع‌های دیگر نوسان نگار می‌توان به گالوانومتری که جابه جای سیم پیچ گالوانومتر را ثبت می‌کند و برق نگار قلب که جریان ناشی از ضربان قلب را ثبت می‌کند اشاره کرد.